# Ciscaucasia
La Ciscaucasia o Caucaso settentrionale (in russo Се́верный Кавка́з?, Sévernyj Kavkáz) è la regione geografica che si estende nella parte settentrionale della regione del Caucaso.
Il termine si oppone a "Transcaucasia" o "Caucaso meridionale"; le due regioni geografiche sono separate dallo spartiacque del Gran Caucaso.
La zona orientale della Ciscaucasia costituisce amministrativamente la regione economica russa del Caucaso Settentrionale.

## Geografia
La Ciscaucasia è compresa tra la depressione del Kuma-Manyč a nord e lo spartiacque del Gran Caucaso a sud; è delimitata a ovest dal Mar d'Azov e dallo stretto di Kerč', ad est dal Mar Caspio. Comprende quindi i declivi settentrionali e l'estremità occidentale della catena montuosa del Caucaso, come pure una parte dei declivi meridionali a ovest, fino al fiume Psou. La regione della steppa pontico-caspica viene spesso anche definita come "Caucaso del Nord".
In base alle diverse convenzioni geografiche la gran parte della regione ciscaucasica ricade o nel continente europeo o in quello asiatico.
Secondo il criterio che pone il confine tra Europa ed Asia sulla depressione del Kuma-Manyč, la Ciscaucasia è una regione asiatica. Secondo la convenzione che pone il confine tra Europa ed Asia lungo lo spartiacque del Gran Caucaso, la Ciscaucasia ricadrebbe invece all'interno dei confini europei.
Politicamente, il Caucaso settentrionale (il territorio a nord della catena montuosa del Caucaso Maggiore) include le repubbliche e i territori (kraja) russi del Caucaso del Nord. Come parte della Federazione Russa, la regione del Caucaso settentrionale viene inclusa nel circondario federale meridionale ed è costituita dal territorio di Krasnodar, da quello di Stavropol, e dalle seguenti repubbliche costituenti, approssimativamente da ovest a est: Adighezia, Karačaj-Circassia, Cabardino-Balcaria, Ossezia Settentrionale-Alania, Inguscezia, Cecenia e Daghestan.
La Federazione Russa esercita inoltre una forte influenza politica e militare sulle regioni transcaucasiche Abcasia e Ossezia del Sud, due repubbliche autonome autoproclamate non riconosciute dall'ONU che sono oggetto di conflitti e dispute con la Georgia.

## Storia
Il Caucaso settentrionale fu conquistato dalla Russia nel XIX secolo durante la guerra caucasica. Gran parte del Caucaso settentrionale si separò dalla Russia nel marzo del 1917 come Repubblica delle montagne del Caucaso settentrionale dominata dai ceceni, che approfittarono dell'instabilità causata dalla Rivoluzione di febbraio.
Durante la guerra civile russa, combatterono contro le truppe dei russi bianchi al comando del generale Anton Denikin che fu poi sconfitto dall'Armata Rossa. La regione fu occupata informalmente dall'Unione Sovietica poco dopo e la repubblica fu annessa nel gennaio del 1921 come Repubblica Socialista Sovietica Autonoma delle Montagne. La repubblica fu successivamente sciolta nell'ottobre del 1924 e sostituita da una serie di oblast' e circondari autonomi.
Dopo il crollo dell'URSS il Caucaso settentrionale, come l'intera regione del Caucaso, rappresenta un'area politicamente instabile.
Fin dall'ottobre del 2007, i separatisti e i soldati del fronte caucasico condotti da Dokka Umarov e Akhmed Yevloyev hanno rivendicato tutte le regioni ciscaucasiche dalla Circassia al Mar Caspio come parte dell'emirato islamico governato dalla legge della sharia. Questo proclamato Emirato del Caucaso ha incontrato l'opposizione nella regione del Caucaso da parte degli apologeti della Repubblica cecena di Ichkeria.

## Demografia
Nel 2010, la popolazione della regione era stimata in 9,86 milioni di abitanti in rappresentanza di molti gruppi etnici, principalmente russi (3 178 128), ceceni (1 335 183) e avari (863 884).
Gli altri maggiori gruppi etnici della Ciscaucasia sono i circassi, i dargua, gli osseti, gli ingusci, i cumucchi, i lesghi, i carachi e i laki.